# Rudhzero Gilyarevskyi
Rudhzero Gilyarevskyi (ou Ruggero Gilyareviskii) (Moscou, 31 de agosto de 1929) é um dos mais ativos e participantes pesquisadores ligados a Ciência da Informação na Rússia.
Possui dois doutorados,em Filologia (1958) e em Informação cientifica (1989),e atualmente participa de diferentes cursos e conselhos cientificos, lecionando no curso de jornalismo na Universidade de Moscou. É Coordenador do departamento de estudos de problemas teóricos e aplicados da Informática, no VINITI. Também participa de diferentes conselhos editoriais em vários periódicos russos, sendo editor-chefe do principal jornal russo em Ciência da Informação, o Nauchno-Tekhnicheskaya Informatsiya.
Produtivo desde o inicio dos anos 1960, possui uma ampla bibliografia relacionada aos estudos da informação cientifica,transcrição de textos em diferentes idiomas, Hipertexto e gerenciamento de documentos eletrônicos.
Colaborou nos livros Fundamentos da informação cientifica (1965), Fundamentos da Informatika(1968) e Comunicação Cientifica e Informatika (1976)- escritos com A. I. Mikhailov e A. I. Chernyi - organizou a coletânea Informatika como uma ciência sobre a informação: aspectos informacionais, documentais, econômicos, sociais e organizacionais (2006) e escreveu trabalhos como Ciência da informação e das bibliotecas (1974) e Gestão da informação, conhecimento e tecnologia (2009), além de duas novas versões para o livro Fundamentos da Informatika, uma em 1998 e outra em 2003, ligados a cursos e palestras.